# Komentář (programování)
Komentáře jsou v informatice součásti syntaktických pravidel zápisu programu v mnoha programovacích jazycích. Komentář se vkládá před nebo za část zdrojového kódu (např. příkaz), jehož funkci nebo význam je potřeba vysvětlit. Používání komentáře není povinné, umožňuje však napomoci k pochopení činnosti programu. Komentář nemá popisovat, co program dělá (protože to vyplývá ze zápisu programu), ale proč to dělá. Při zpracování zdrojového kódu preprocesor komentáře vypouští (ignoruje je), ale pro programátora mohou být velice důležité. Komentáře obecně mohou velmi usnadnit pochopení činnosti programu, mohou mít samodokumentující charakter a obecně vzato by měly usnadňovat přenositelnost tvorby programů z člověka na člověka, tedy z jednoho programátora na jiného programátora.
Syntaxe a pravidla pro přidávání komentářů se v jednotlivých programovacích jazycích liší a jsou definovány ve specifikaci konkrétního programovacího jazyka.
Pomocí speciálních nástrojů (generátorů dokumentace) lze z okomentovaného zdrojového kódu vygenerovat přehlednou dokumentaci k programu.
Komentáře tedy nemají žádný vliv na výsledný algoritmus programu, jsou zde uvedeny pouze jako pomůcka pro snadnější orientaci ve zdrojovém textu programu. Překladač komentáře nijak nepřekládá respektive ignoruje je.

## Stručný přehled
Komentáře se dělí zpravidla na blokové komentáře a řádkové komentáře.
Blokové komentáře vymezují oblast zdrojového kódu, která může obsahovat více než jeden řádek. Tato oblast je ohraničena počátečním a koncovým oddělovačem. Vše mezi počátečním a koncovým oddělovačem je bráno jako komentář.
Řádkové komentáře mají jen počáteční oddělovač a vše za oddělovačem až na konec řádku je bráno jako komentář.
Některé programovací jazyky umožňují používání jak blokových, tak řádkových komentářů (např. JAVA, C++). Naproti tomu některé programovací jazyky umožňují užití jen řádkových komentářů (např. Perl, Ada)

## Styly
Existuje několik stylistických alternativ jak by se měly komentáře ve zdrojovém kódu objevovat. U větších projektů na kterých pracuje skupina programátorů jsou styly komentářů předem dohodnuty podle konvence a podle toho jak se bude projekt rozrůstat. Zpravidla dávají programátoři přednost stylům komentářů, které jsou svým vzhledem celistvé a snadno editovatelné.
Následující části kódů v programovacím jazyce JAVA ukazují jen malou část toho, jak lze komentáře různě stylizovat, zatímco obsah komentáře je stále stejný.
Blokový komentář
```
/*

        Toto je blokový komentář.

        Varianta jedna.

*/

```

```
/**********************************\

* *

* Toto je blokový komentář. *

* Varianta dva. *

* *

\**********************************/

```

Řádkový komentář
```
//Toto je řádkový komentář.

//-------------------------

//Varianta tři.

//------------------------

```

Softwarový konzultant Allen Holub je jeden z expertů, který prosazuje sjednocení stylu komentářů. Jím prosazovaný styl je zápis komentářových oddělovačů na levou stranu.
```
/* Toto je blokový komentář zapsaný stylem,

 * který prosazuje Allen Holub.

 */

```

Pro různé části zdrojového kódu lze použít různé styly komentáře. Lze použít řádkové komentáře pro drobné komentáře a dočasné zakomentování jednoho funkčního řádku kódu a blokové komentáře pro rozsáhlé komentáře s vyšší mírou abstrakce a dočasné zakomentování rozsáhlé funkční části zdrojového kódu.
Některé projekty se dokonce snaží prosazovat taková pravidla, jako je vkládání komentáře každých 10 řádků zdrojového kódu. Tyto pravidla mohou být ale někdy poněkud kontraproduktivní, ale i přes to některým programátorům pracujícím v týmech taková pravidla vyhovují.

## Příklady

### Komentář v jazyce C
Komentář se v jazyce C vkládá pomocí sekvence:
```
/* text vkládaného komentáře */

```

#### Příklad použití komentáře v C
```
printf
(
"Zadejte hodnotu prvniho cisla"
);
 
/* Program vyzývá uživatele k zadání hodnoty prvního čísla */

```

### Komentář v jazyce C++
Komentář v jazyce C++ se vkládá buď pomocí předchozí sekvence nebo pomocí sekvence:
```
// text vkládaného komentáře

```

#### Příklad použití komentáře vC++
```
printf
(
"Zadejte hodnotu prvniho cisla"
);
 
// Program vyzývá uživatele k zadání hodnoty prvního čísla

```

### Komentář v jazyce Perl
Komentář v jazyce Perl se vkládá pomocí sekvence:
```
# text vkládaného komentáře

```

#### Příklad použití komentáře vPerlu
```
print
 
"Zadejte název vstupního souboru"
;
 
# Program vyzývá uživatele k zadání názvu vstupního souboru.

my
 
$file
 
=
 
<STDIN>
;

```

### Komentář v jazyce Fortran IV
Komentář v jazyce Fortran IV se vkládá pomocí sekvence:
```
C řádky začínající znakem 'C' jsou brány jako komentář

```

### Komentář v jazyce Fortran 90
Komentář v jazyce Fortran se vkládá pomocí sekvence:
```
! řádky začínající znakem '!' jsou brány jako komentář

```

### Komentář v jazyce JAVA
V jazyce JAVA lze vkládat blokové i řádkové komentáře
```
// řádkový komentář

/* Toto je blokový komentář,

který má více řádků */

```

### Komentář v SQL
Komentář v jazyce SQL se vkládá pomocí sekvence:
```
-- řádky začínající dvojicí znaků '--' jsou brány jako komentář

```

### Komentář v JavaScriptu
V JavaScriptu jsou 2 typy komentářů : jednořádkové a víceřádkové.
```
//jednořádkový komentář

/* víceřádkový

 komentář*/

```